# Ixodes chilensis
Ixodes chilensis este o specie de căpușe din genul Ixodes, familia Ixodidae, descrisă de Glen M. Kohls în anul 1956. Conform Catalogue of Life specia Ixodes chilensis nu are subspecii cunoscute.